# Comuna Lîpcea, Hust
Lîpcea (în ucraineană Липча) este o comună în raionul Hust, regiunea Transcarpatia, Ucraina, formată din satele Kraina, Krîvîi, Lîpcea (reședința) și Osava.

## Demografie
Componența lingvistică a comunei Lîpcea
     Ucraineană (99,27%)
     Alte limbi (0,7%)
Conform recensământului din 2001, majoritatea populației comunei Lîpcea era vorbitoare de ucraineană (99,27%), existând în minoritate și vorbitori de alte limbi.